# Кольцевая модуляция

Электронная схема кольцевого модулятора

Пример кольцевой модуляции двух синусоидальных сигналов один из которых имеет частоту в 12 раз больше другой. Выходной сигнал модулятора изображён снизу.

Кольцева́я модуля́ция (англ. ring modulation) — В электронике, кольцевая модуляция — это функция обработки сигналов, смешивание сигналов 2 частот, при которой два сигнала объединяются для получения выходного сигнала. Один сигнал, называемый несущим, обычно представляет собой синусоидальное колебание или другую простую форму колебания; другой сигнал обычно более сложен и называется входным сигналом или сигналом модулятора.
Кольцевой модулятор — это электронное устройство для кольцевой модуляции. Своё название получил из-за технической реализации — в аналоговой схеме он содержит кольцо из четырёх диодов.
Кольцевой модулятор также может использоваться в музыкальных синтезаторах и в качестве блока звуковых эффектов, реализующее перемножение двух исходных сигналов, то есть по сути можно считать этот блок амплитудным модулятором. Отличие от амплитудной модуляции в музыкальных применениях только в частотах. В кольцевой модуляции частоты примерно равны, в амплитудной частота модулирующего сигнала обычно много ниже, чем частота несущей.

## Характеристики
Это редкий эффект, однако он встречается практически во всех гитарных процессорах. Полученный сигнал не имеет ничего общего с исходными. При обработке гитарного сигнала получается сильно синтезированный звук, явно диссонирующий. Поэтому к нему, как правило, примешивают исходный сигнал в той или иной пропорции.
В синтезаторах эффект применяется, как правило, к двум генераторам, настроенным в октаву, в результате получается правильный гармоничный звук со специфической «окраской», не имеющий ничего общего с кольцевой модуляцией для гитары.
«Синтезаторный» ring mod отчасти воплощён в гитарном эффекте Zvex Ringtone. Сначала под нужные аккорды по очереди настраиваются до получения приятного звучания восемь генераторов, которые в дальнейшем по очереди подключаются к кольцевому модулятору при помощи нажатия педали или автоматически.

## Принцип действия
Модулятор перемножает два исходных сигнала, источниками которых являются музыкальный инструмент и внутренний генератор звуковой частоты. При этом генератор может вырабатывать сигнал любой частоты и формы.